# Пчелин (Софійська область)
Пчели́н (болг. Пчелин) — село в Софійській області Болгарії. Входить до складу общини Костенець.

## Населення
За даними перепису населення 2011 року у селі проживали 269 осіб, з них 219 осіб (99,5%) — болгари.
Розподіл населення за віком у 2011 році:
Динаміка населення: